# 임태영
임태영(任泰瑛, 1796년 ~ 1868년)는 조선후기 어영대장, 좌변포도대장, 훈련대장 등을 역임한 무신이다.
본관은 풍천(豊川). 자는 공간(公澗). 아버지는 훈련대장 임성고(任聖皐)이다.
일찍이 무과에 급제하고, 1840년(헌종 6) 길주목사로 재직하던 중 함경도암행어사 이은상(李殷相)의 탄핵을 받고 삭직당하였으나 곧 복직되었다.
이듬해 경상좌도수군절도사가 되고, 1842년 전라도병마절도사가 되었다. 1851년(철종 2) 좌포도대장으로 재임하던 중 견책을 당하였다.
1857년 평안도병마절도사에 이어 1858년 금위대장, 1861년 우포도대장, 1862년 총융사를 지냈다. 1863년 어영대장·좌변포도대장 등을 지내고, 1865년(고종 2) 경복궁을 중건하게 되자 훈련대장으로 영건도감제조(營建都監提調)를 겸하였다. 시호는 정의(靖毅)이다.
<경복궁영건일기>에 따르면 경복궁 광화문 현판 서사관(書寫官)으로, 광화문 현판의 글씨를 쓴 인물이다.